# Tarkowo Górne
Tarkowo Górne – wieś w Polsce położona w województwie kujawsko-pomorskim, w powiecie inowrocławskim, w gminie Złotniki Kujawskie.
W latach 1975–1998 miejscowość administracyjnie należała do województwa bydgoskiego.

## Położenie
Tarkowo Górne usytuowane jest na północnym skraju Wysoczyzny Kujawskiej u podnóża krawędzi Kotliny Toruńskiej. Miejscowość sąsiaduje od północy z Tarkowem Dolnym, od wschodu z Dobrogościcami, a od zachodu z Krążkowem i Pęchowem. Wschodnim skrajem wsi przebiega droga krajowa nr 25 Bydgoszcz-Inowrocław oraz linia kolejowa nr 131.
Pod względem fizyczno-geograficznym leży w obrębie Pojezierza Wielkopolskiego w mezoregionie Równina Inowrocławska.

## Charakterystyka
Tarkowo Górne to wieś sołecka usytuowana w północnej części gminy Złotniki Kujawskie. Zabudowa rozciąga się po zachodniej stronie drogi krajowej nr 25. Terytorium sołectwa obejmuje głównie tereny rolnicze, użytkowane w dużej części jako grunty orne.
W Tarkowie w XIX wieku odkryto cmentarzysko z popielnicami i wyrobami z brązu, które zdeponowano w zbiorach Poznańskiego Towarzystwa Przyjaciół Nauk.

## Historia
W okresie przedrozbiorowym Tarkowo było wsią szlachecką. Miejscowość została wymieniona w rejestrze poradlnego z terenu Kujaw z 1489 r.. W XVI wieku Tarkowo należało do parafii rzymskokatolickiej w Pęchowie. Wieś stanowiła własność szlachecką m.in. Sośnickich. W 1583 r. Tarkowo posiadało 6 łanów ziemi uprawnej. Od 1764 r. majątek należał do Kraszewskich.
W XVIII wieku w ramach kolonizacji olęderskiej – popieranej m.in. przez starostów i wójtów bydgoskich – na obrzeżach Puszczy Bydgoskiej pojawiła się wieś Tarkowskie Olędry. Zapoczątkowało to podział wsi na część górną – szlachecką położoną na wysoczyźnie morenowej i dolną – olęderską położoną w dolinie z torfową glebą i rozległymi łąkami. W Tarkowie Górnym zdecydowanie przeważali katolicy, w Dolnym – ewangelicy.
Spis miejscowości rejencji bydgoskiej z 1833 r. podaje, że we wsi i folwarku Tarkowo należących do powiatu inowrocławskiego mieszkały 124 osoby (wszyscy katolicy) w 18 domach. Miejscowość należała do parafii katolickiej w Pęchowie i ewangelickiej w Inowrocławiu. Natomiast we wsi Tarkowskie Holendry (niem. Tarkower Haulander) mieszkało 115 osób (wszyscy ewangelicy) w 18 domach. Miejscowość należała do parafii ewangelickiej w Łabiszynie. Kolejny spis z 1860 r. podaje, że w Tarkowie mieszkało 59 osób (2 ewangelików, 57 katolików) w 5 domach. Najbliższa szkoła elementarna znajdowała się w Pęchowie (ewangelicy) i Lisewie (katolicy). Miejscowość należała do parafii ewangelickiej w Łabiszynie.
Słownik geograficzny Królestwa Polskiego dla roku 1884 podaje, że Tarkowo (niem. Tannhofen) było okręgiem dworskim w powiecie inowrocławskim, w którego skład wchodziła wieś, dwór, Kaliska (karczma), osada Antoniewo. Mieszkało tu 316 osób (141 ewangelików, 175 katolików) w 35 domach. Okrąg posiadał powierzchnię 714 ha, z czego 422 ha to ziemia uprawna, 173 ha łąki, a 81 ha - las. 595 ha należało do miejscowego majątku szlacheckiego, którego właścicielem był Józef Trzebiński ze Strzemkowa. Na miejscu znajdowała się cegielnia, a wśród upraw dużą rolę odgrywał burak cukrowy. Najbliższa poczta i kolej znajdowała się w Złotnikach Kujawskich. Miejscowość należała do parafii katolickiej w Pęchowie oraz ewangelickiej w Nowej Wsi Wielkiej.
W czasie powstania wielkopolskiego (1919 r.) w Tarkowie Dolnym, Krążkowie, Pałczynie i Dąbrówce Kujawskiej stacjonowały polskie wojska powstańcze. Próby podejścia pod Bydgoszcz zakończyły się niepowodzeniem, mimo przejściowych sukcesów, m.in. opanowania Nowej Wsi Wielkiej i Brzozy.
W styczniu 1920 roku na mocy traktatu wersalskiego miejscowość znalazła się w granicach odrodzonej Polski. Wieś nadal znajdowała się w powiecie inowrocławskim. W 1934 r. w wyniku reformy administracyjnej włączono ją w skład gminy wiejskiej Złotniki Kujawskie. We wsi istniała czteroklasowa szkoła elementarna. W 1937 r. szkoła w Złotnikach Kujawskich stała się szkołą zbiorczą, a kilkunastu uczniów z Tarkowa zaczęło uczęszczać do tej szkoły począwszy od klasy czwartej.
W latach 1945–1954 Tarkowo (łącznie Górne i Dolne) było gromadą wiejską wchodzącą w skład gminy Złotniki Kujawskie. W 1947 roku w dyskusjach na temat nowego podziału administracyjnego przedstawiciele wsi opowiadali się za pozostawieniem ich w granicach terytorialnych gminy Złotniki Kujawskie, co motywowane było związkami gospodarczymi i komunikacyjnymi. Po reformie administracyjnej z 25 września 1954 r. miejscowość rozdzielono jednak na dwie części między powiat bydgoski oraz inowrocławski. Przyłączona do gromady Nowawieś Wielka część Tarkowa występuje od 1954 r. pod nazwą Tarkowo Dolne.
W 1946 roku we wsi istniała jednoklasowa szkoła powszechna. Do 1961 r. była to szkoła pełna, realizująca program 7 klas, po czym placówkę zlikwidowano, a dzieci ze wsi skierowano do obwodu szkolnego w Złotnikach Kujawskich.